# Коул-Веллі (Іллінойс)
Коул-Веллі (англ. Coal Valley) — селище (англ. village) в США, в округах Рок-Айленд і Генрі штату Іллінойс. Населення — 3873 особи (2020).

## Географія
Коул-Веллі розташований за координатами 41°26′55″ пн. ш. 90°27′31″ зх. д. / 41.44861° пн. ш. 90.45861° зх. д. (41.448729, -90.458575).  За даними Бюро перепису населення США в 2010 році селище мало площу 7,14 км², уся площа — суходіл.

## Демографія
Згідно з переписом 2010 року, у селищі мешкали 3743 особи в 1478 домогосподарствах у складі 1111 родини. Густота населення становила 524 особи/км².  Було 1569 помешкань (220/км²).
Расовий склад населення:
| - 95,1 % — білих - 1,3 % — азіатів - 1,0 % — чорних або афроамериканців - 0,2 % — корінних американців |

До двох чи більше рас належало 1,6 %. Частка іспаномовних становила 3,5 % від усіх жителів.
За віковим діапазоном населення розподілялося таким чином: 23,4 % — особи молодші 18 років, 62,5 % — особи у віці 18—64 років, 14,1 % — особи у віці 65 років та старші. Медіана віку мешканця становила 42,9 року. На 100 осіб жіночої статі у селищі припадало 99,7 чоловіків;  на 100 жінок у віці від 18 років та старших — 98,5 чоловіків також старших 18 років.
Середній дохід на одне домашнє господарство  становив 83 746 доларів США (медіана — 68 854), а середній дохід на одну сім'ю — 92 424 долари (медіана — 81 042). Медіана доходів становила 61 821 долар для чоловіків та 39 643 долари для жінок. За межею бідності перебувало 4,8 % осіб, у тому числі 3,3 % дітей у віці до 18 років та 7,7 % осіб у віці 65 років та старших.
Цивільне працевлаштоване населення становило 2081 осіб. Основні галузі зайнятості: освіта, охорона здоров'я та соціальна допомога — 23,7 %, виробництво — 15,0 %, транспорт — 9,3 %, роздрібна торгівля — 9,2 %.